# Zona economică liberă Valkaneș
Zona economică liberă „Valkaneș” (abreviat ZEL Valkaneș) a fost lansată la 23 aprilie 1998, și este printre primele zone economice libere din Republica Moldova. ZEL Valkaneș este parte a teritoriului vamal al Republicii Moldova, separat din punct de vedere economic, strict delimitat pe tot perimetrul. Volumul total al investițiilor de la începutul activității zonei este de 16,4 de mln. dolari SUA (1 ian. 2017).